# Тоні Попович
Тоні Попович (англ. Tony Popović, нар. 4 липня 1973, Сідней) — австралійський футболіст хорватського походження, що грав на позиції захисника. По завершенні ігрової кар'єри — футбольний тренер. Наразі очолює тренерський штаб команди «Вестерн Сідней Вондерерз».
Виступав, зокрема, за клуби «Сідней Юнайтед» та «Крістал Пелес», а також національну збірну Австралії.

## Клубна кар'єра
У дорослому футболі дебютував 1989 року виступами за команду клубу «Сідней Юнайтед», в якій провів вісім сезонів, взявши участь у 162 матчах чемпіонату. Більшість часу, проведеного у складі «Сідней Юнайтед», був основним гравцем захисту команди.
Протягом 1997—2001 років захищав кольори команди клубу «Санфречче Хіросіма».
Своєю грою за останню команду привернув увагу представників тренерського штабу клубу «Крістал Пелес», до складу якого приєднався 2001 року. Відіграв за лондонський клуб наступні п'ять сезонів своєї ігрової кар'єри. Граючи у складі «Крістал Пелес» також здебільшого виходив на поле в основному складі команди.
Протягом 2006—2007 років захищав кольори команди клубу «Аль-Арабі».
Завершив професійну ігрову кар'єру у клубі «Сідней», за команду якого виступав протягом 2007—2008 років.

## Виступи за збірну
У 1991 році дебютував в офіційних матчах у складі національної збірної Австралії. Протягом кар'єри у національній команді, яка тривала 16 років, провів у формі головної команди країни 58 матчів, забивши 8 голів.
У складі збірної був учасником розіграшу Кубка конфедерацій 2001 року в Японії і Південній Кореї, розіграшу Кубка конфедерацій 2005 року у Німеччині, чемпіонату світу 2006 року у Німеччині.

### Статистика
| Збірна Австралії | Збірна Австралії | Збірна Австралії |
| Роки             | Ігри             | голи             |
| ---------------- | ---------------- | ---------------- |
| 1995             | 8                | 0                |
| 1996             | 10               | 0                |
| 1997             | 2                | 0                |
| 1998             | 2                | 0                |
| 1999             | 0                | 0                |
| 2000             | 7                | 1                |
| 2001             | 10               | 5                |
| 2002             | 0                | 0                |
| 2003             | 2                | 1                |
| 2004             | 5                | 0                |
| 2005             | 8                | 0                |
| 2006             | 4                | 1                |
| Усього           | 58               | 8                |

## Кар'єра тренера
Розпочав тренерську кар'єру, ще продовжуючи грати на полі, 2007 року, увійшовши до тренерського штабу клубу «Сідней».
В подальшому входив до тренерського штабу клубу «Крістал Пелес».
З 2012 року очолює тренерський штаб команди «Вестерн Сідней Вондерерз».

## Титули і досягнення
Гравець
- Переможець Юнацького чемпіонату ОФК: 1989
- Переможець Молодіжного чемпіонату ОФК: 1990
- Володар Кубка націй ОФК: 1996, 2000

Тренер
- Переможець Ліги чемпіонів АФК (1):

«Вестерн Сідней Вондерерз»: 2014
- Володар Кубка Австралії (1):

«Мельбурн Вікторі»: 2021